# Rayfield Wright
Larry Rayfield Wright foi um jogador profissional de futebol americano estadunidense.

## Biografia
Wright nasceu em 23 de agosto de 1945 em Griffin. Conquistou a temporada de 1977 da National Football League, jogando pelo Dallas Cowboys. Em 2006, foi introduzido ao Pro Football Hall of Fame.
Wright morreu em 7 de abril de 2022, aos 76 anos de idade.